# Ẩm thực Tây Ban Nha

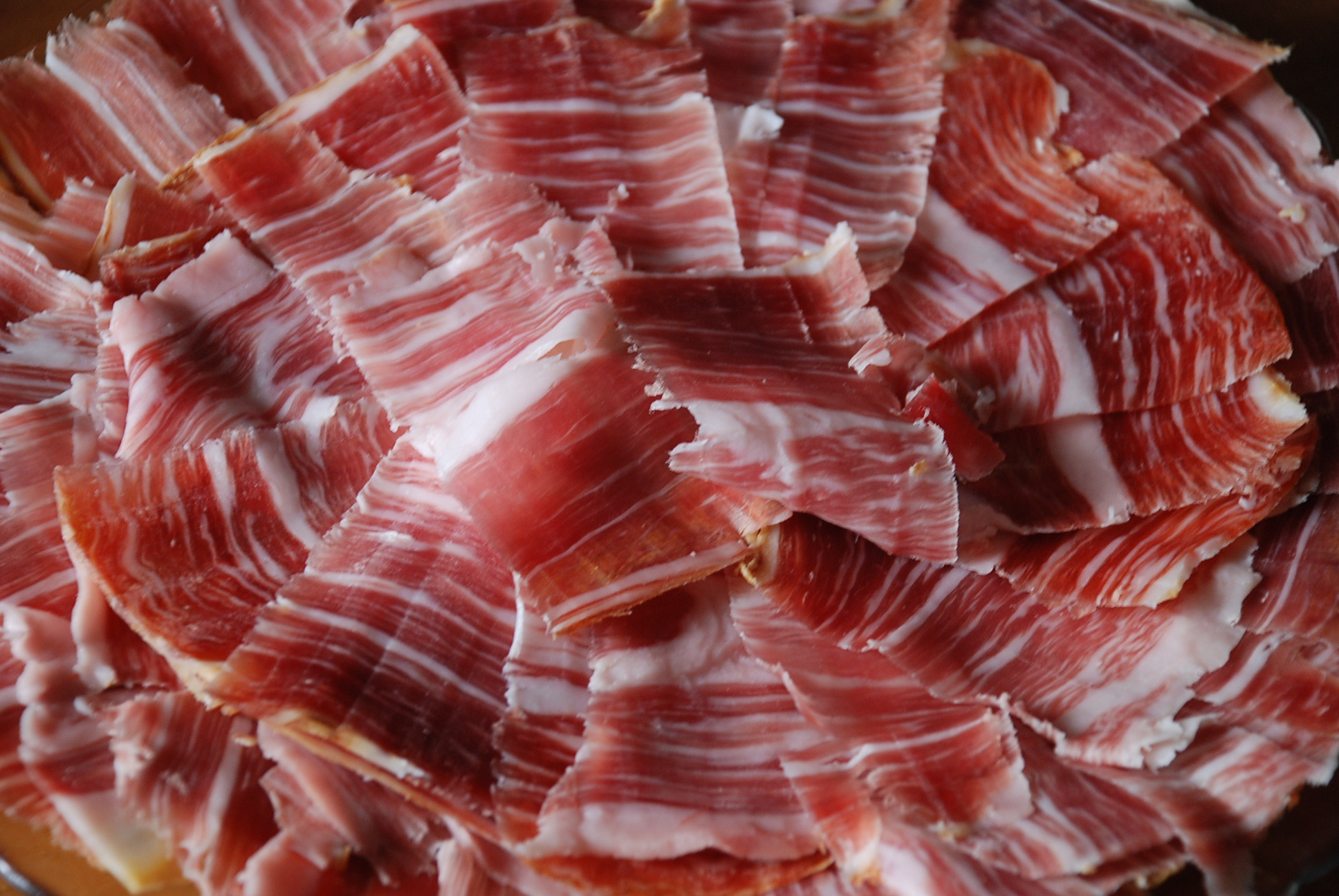
Jamón Ibérico. Năm 2007 và 2010, "Bellota de Oro" được chọn là "giăm bông tốt nhất trên thế giới" ở IFFA Delicat

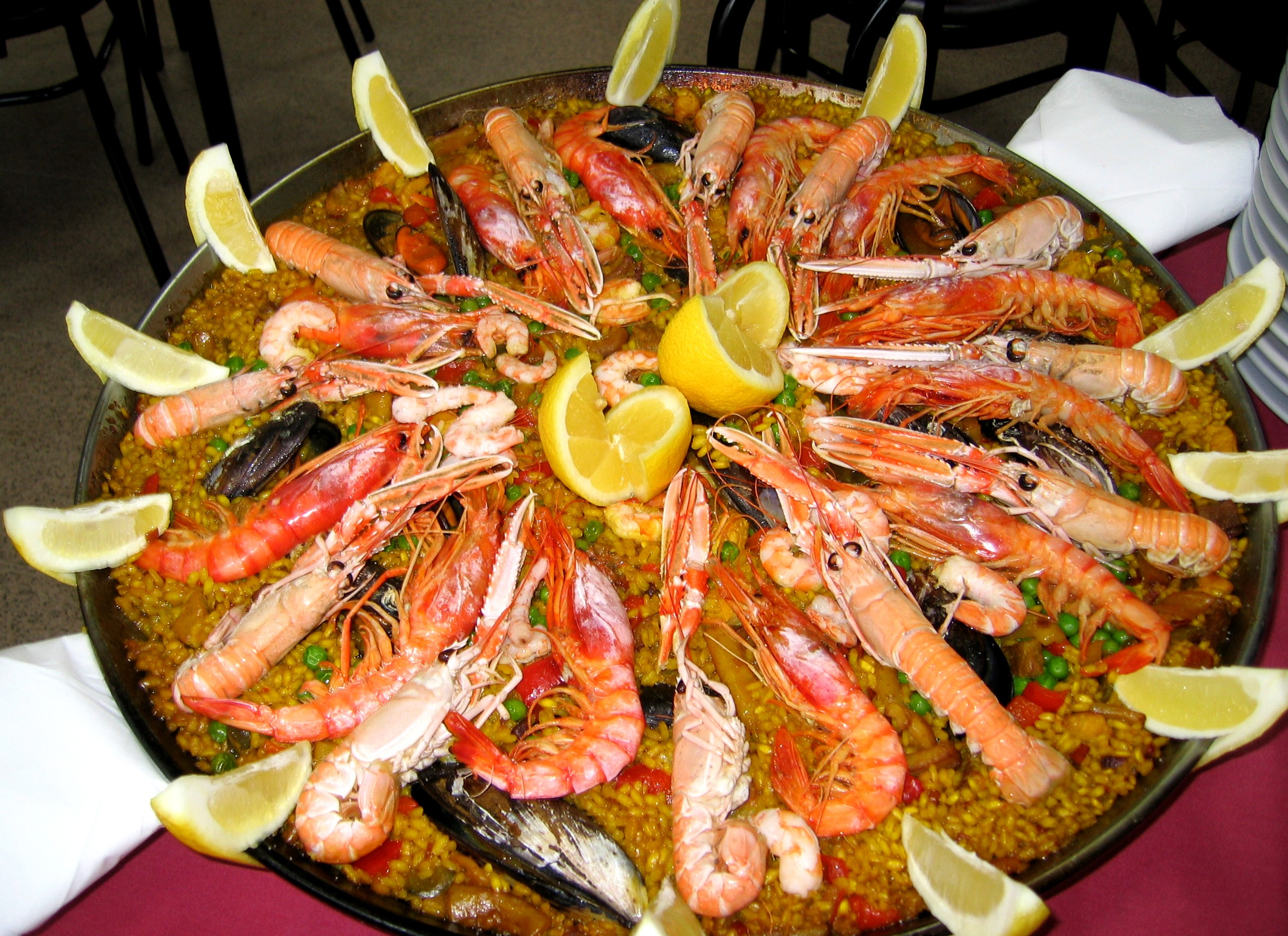
Paella

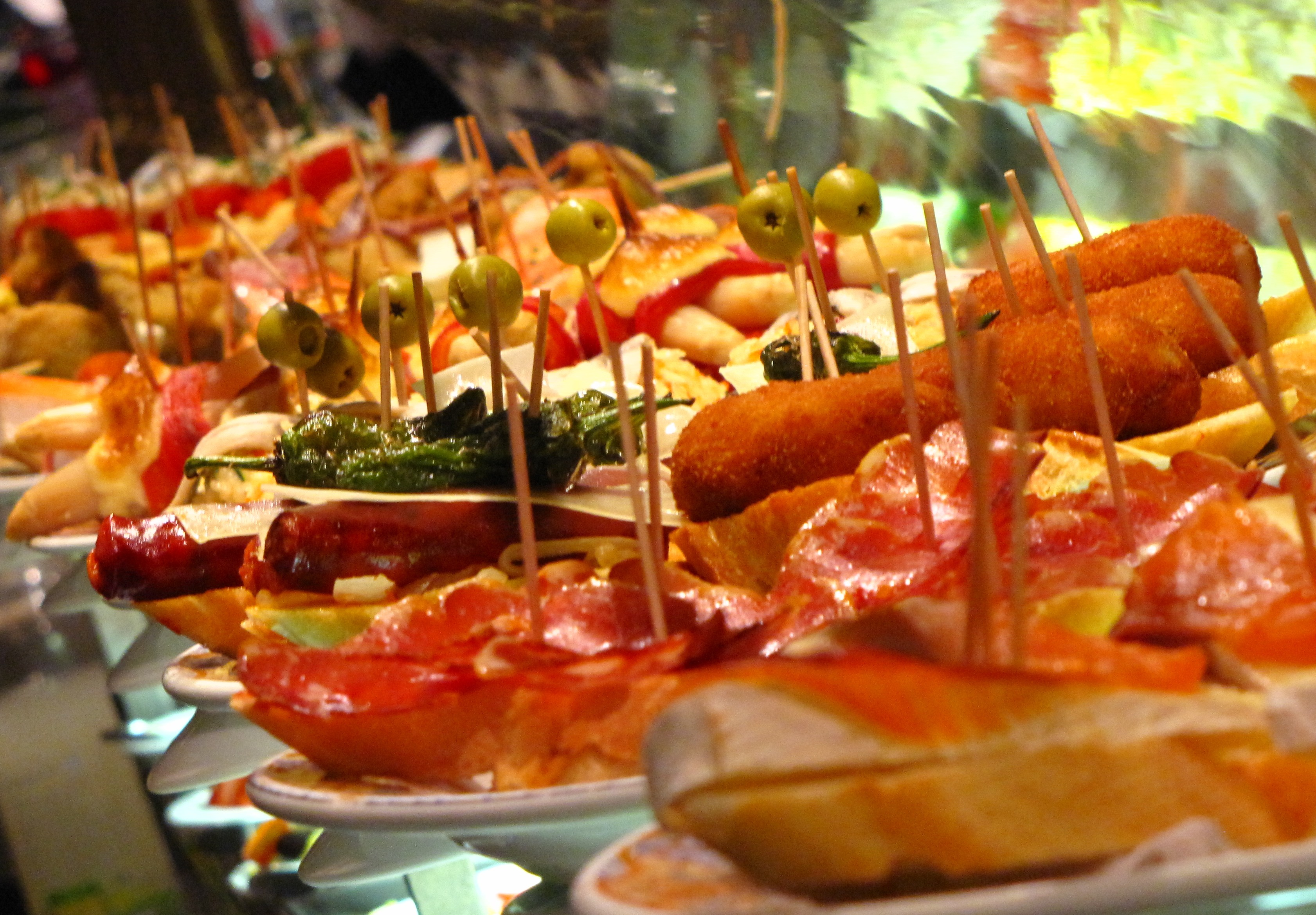
Pintxos ở Barcelona

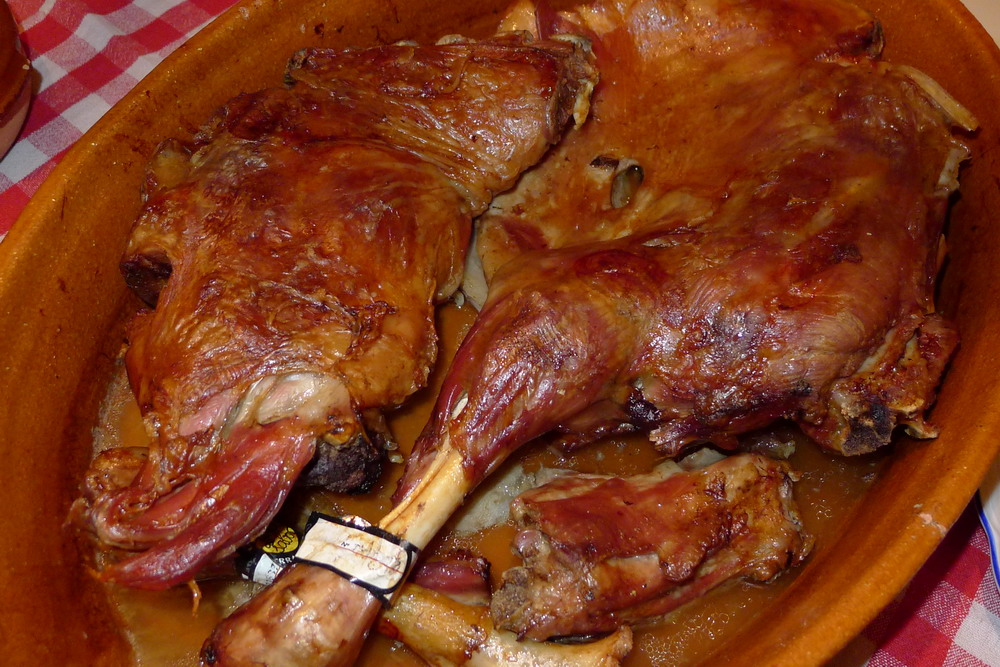
Lechazo quay

Ẩm thực Tây Ban Nha bị ảnh hưởng mãnh liệt bởi ẩm thực vùng miền và các quá trình lịch sử cụ thể đã hình thành văn hoá và xã hội của các vùng miền này. Địa lý, và khí hậu cũng có ảnh hưởng lớn đến phương pháp nấu ăn và nguyên liệu. Ẩm thực Tây Ban Nha bắt nguồn từ một lịch sử phức tạp, với các cuộc xâm lăng đến Tây Ban Nha và các cuộc đánh chiếm các lãnh thổ khác đã thay đổi truyền thống và nguyên liệu của Tây Ban Nha.

## Đặc điểm
Ẩm thực Tây Ban Nha rất đa dạng và phong phú. Do là một quốc gia với đường bờ biển dài nên Tây Ban Nha có rất nhiều các món hải sản. Sự đa dạng về văn hóa gốc Địa Trung Hải cũng được thể hiện rõ trên các món ăn của nước này với hàng ngàn cách chế biến và hương vị khác nhau. Thông thường, các món ăn của Tây Ban Nha được chế biến với khoai tây, cà chua, ớt xanh và hạt đậu.
Một trong những hương liệu hay xuất hiện trong các món ăn của Tây Ban Nha là dầu ôliu, khi mà nước này sản xuất 44% sản lượng dầu ôliu trên thế giới. Một trong những phong tục ăn uống độc đáo của Tây Ban Nha là các món khai vị (tapas) luôn được phục vụ kèm với đồ uống. Món churro, một loại bánh bột dài chấm với chocolate cũng là một món ăn rất đặc sắc của Tây Ban Nha.

## Khẩu vị

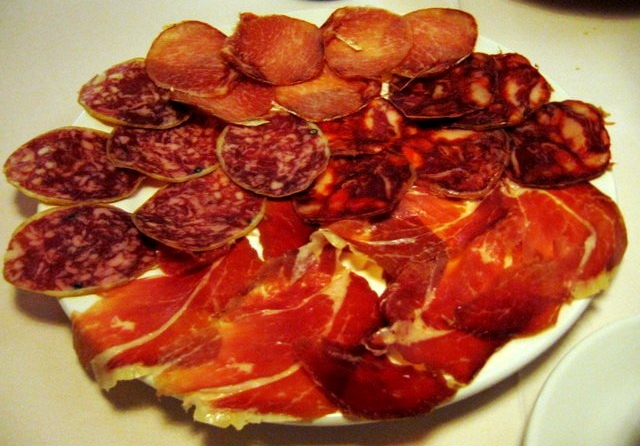
Iberian pork embutido

Người Tây Ban Nha thường ăn món xúc xích, đặc biệt là chorizo, một loại xúc xích được làm từ thịt lợn. Các món thịt phổ biến gồm thịt bò, thịt cừu và thịt lợn, được chế biến bằng cách quay, nướng trên than hoặc sa-tế cho các món sốt. Thường thì người Tây Ban Nha dùng thịt quay trong các dịp lễ, hội.
Các món chế biến từ trứng gồm có trứng đúc khoai tây, ăn nguội hay để lạnh là món phổ biến. Huevos flamencos – món trứng chiên với thịt hun khói, cà chua và rau, vốn là món ăn truyền thống của Sevilla, nhưng giờ đây đã thành món ăn của Tây Ban Nha. Trứng cũng được dùng trong các món tráng miệng.
Món Cocidos là món hầm truyền thống của Tây Ban Nha, là một món ăn phổ biến. Món này thường gồm rau tươi, rau khô với các loại thịt, và mỗi vùng đều có sự sáng tạo riêng và có tên gọi riêng: người Catalan gọi nó là Escudella, người Andalusia lại gọi nó là Potaje.

## Ẩm thực theo vùng

### Andalucía

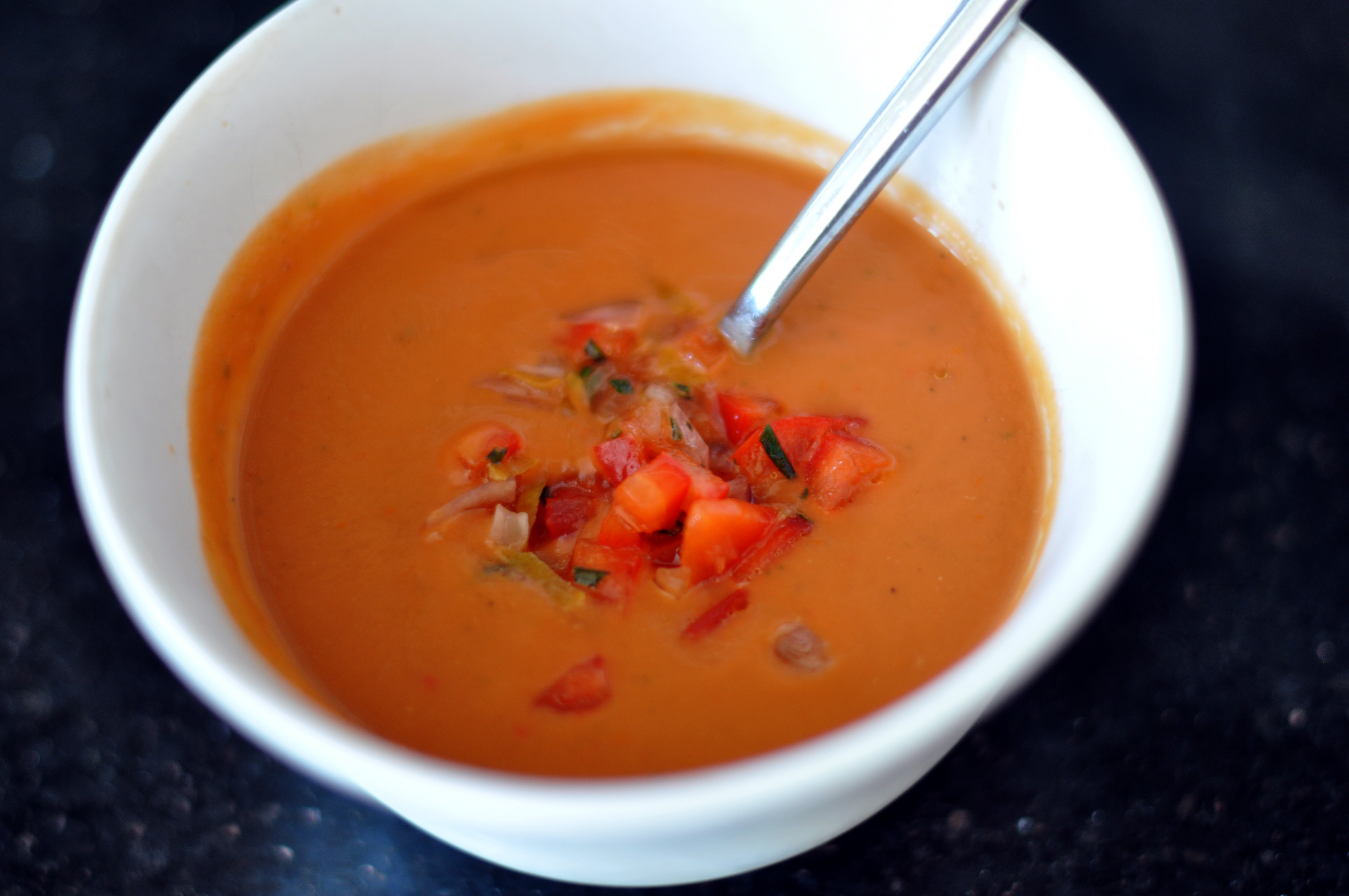
Gazpacho là một món ăn Andalucía rất điển hình

Ẩm thực Andalucía gồm hai phần: nông thôn và ven biển. Trong tất cả các khu vực của Tây Ban Nha, khu vực này sử dụng nhiều dầu ô liu nhất trong ẩm thực của nó. Món ăn của vùng Andalucía đã đạt được danh tiếng quốc tế nhất là Gazpacho. Nó là một món súp lạnh (hoặc trong một cách nhìn khác, một salad lỏng) gồm có năm loại rau, bánh mì, giấm, nước, muối và dầu ô liu. Các loại súp lạnh khác bao gồm: Poleá, zoque, salmorejo, v.v.
Các món ăn nhẹ với ô liu cũng phổ biến. Các món với thịt bao gồm:flamenquín, pringá, đuôi bò hầm và Menudo Gitano (còn gọi là bao tử Andalucía). Các súp nóng bao gồm súp mèo (làm từ bánh mì), chó hầm (súp cá với nước cam) và Migas Canas. Các món cá bao gồm: cá rán, cod pavías, và parpandúas. Một tập quán ẩm thực là bữa sáng Andalusia, được coi là đặc điểm truyền thống của người lao động và ngày nay được mở rộng trên toàn bộ Tây Ban Nha.
Các món thịt xông gói bao gồm: Giăm bông Serrano và giăm bông Iberico. Các đồ uống điển hình bao gồm: rượu vang (Nalaga, Jerezm, Pedro Ximénez, v.v.) và brandy anh đào.

### Asturias

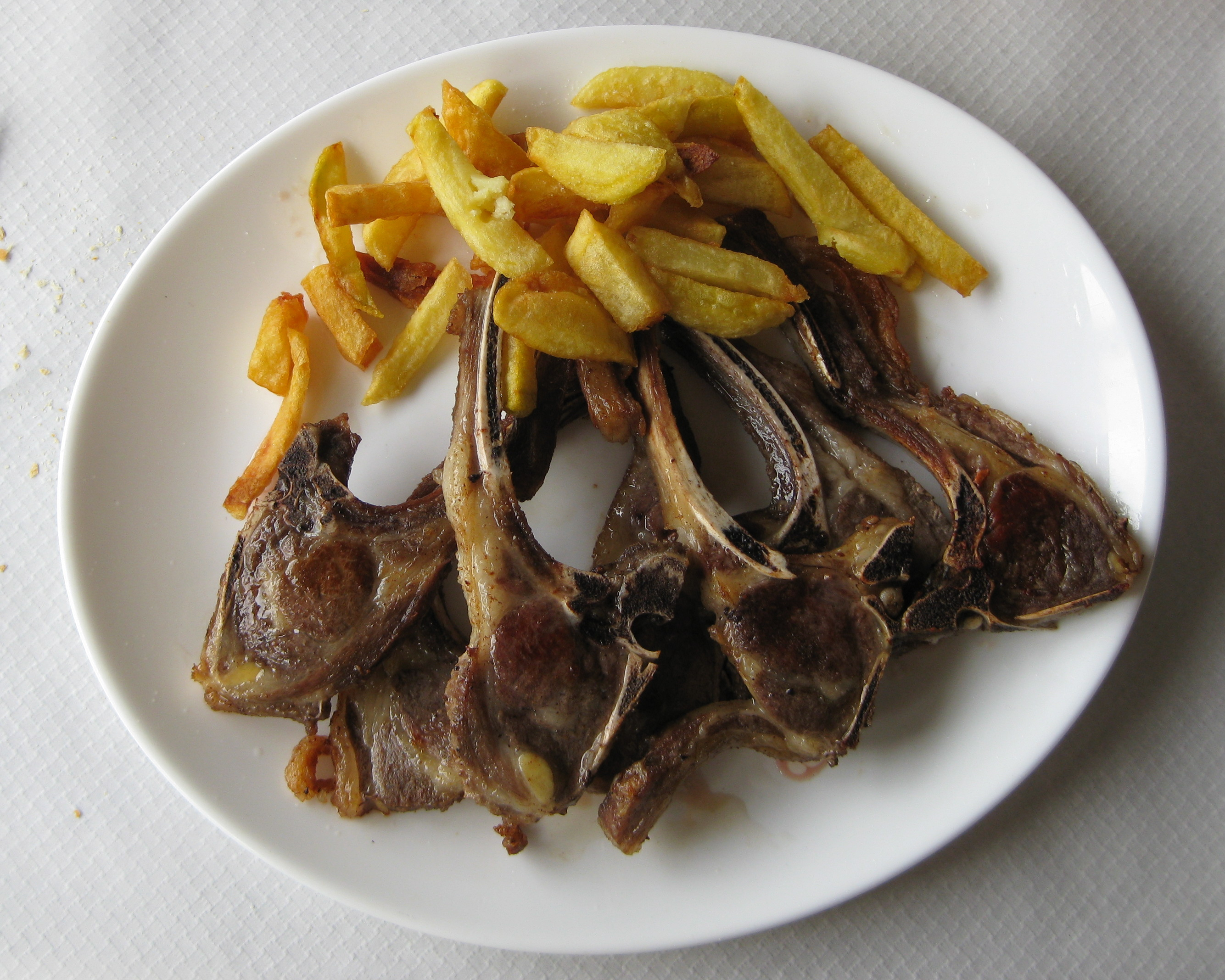
Chuletillas Asturias

Ẩm thực Asturias có một lịch sử lâu dài và phong phú, bắt nguồn sâu sắc từ truyền thống Celtic của Bắc Âu. Một trong những món ăn nổi tiếng nhất của nó là đậu hầm Asturias, là món hầm truyền thống của khu vực, làm bằng đậu trắng, xúc xích như chorizo và morcilla và thịt lợn. Một công thức nổi tiếng là là đậu với sò, thỏ rừng và gà gô. Món hầm Asturias và vigil của nổi bật. Các thực phẩm từ thịt lợn, ví dụ như chosco, lòng bò Asturias và bollos preñaos cũng phổ biến.
Các món nổi tiếng bao gồm: carne gobernada, cachopo và Caldereta. Pho mát Asturias cũng phổ biến ở các vùng còn lại của Tây Ban Nha. Trong số chúng, lại đặc trưng nhất là pho mát Cabrales một loại pho mát có mùi nặng được phát triển ở các vùng gần Picos de Europa. Nó có thể được dùng với cider. Đồ tráng miệng nổi bật là frisuelos, pudding gạo và carbayones.

### Cantabria

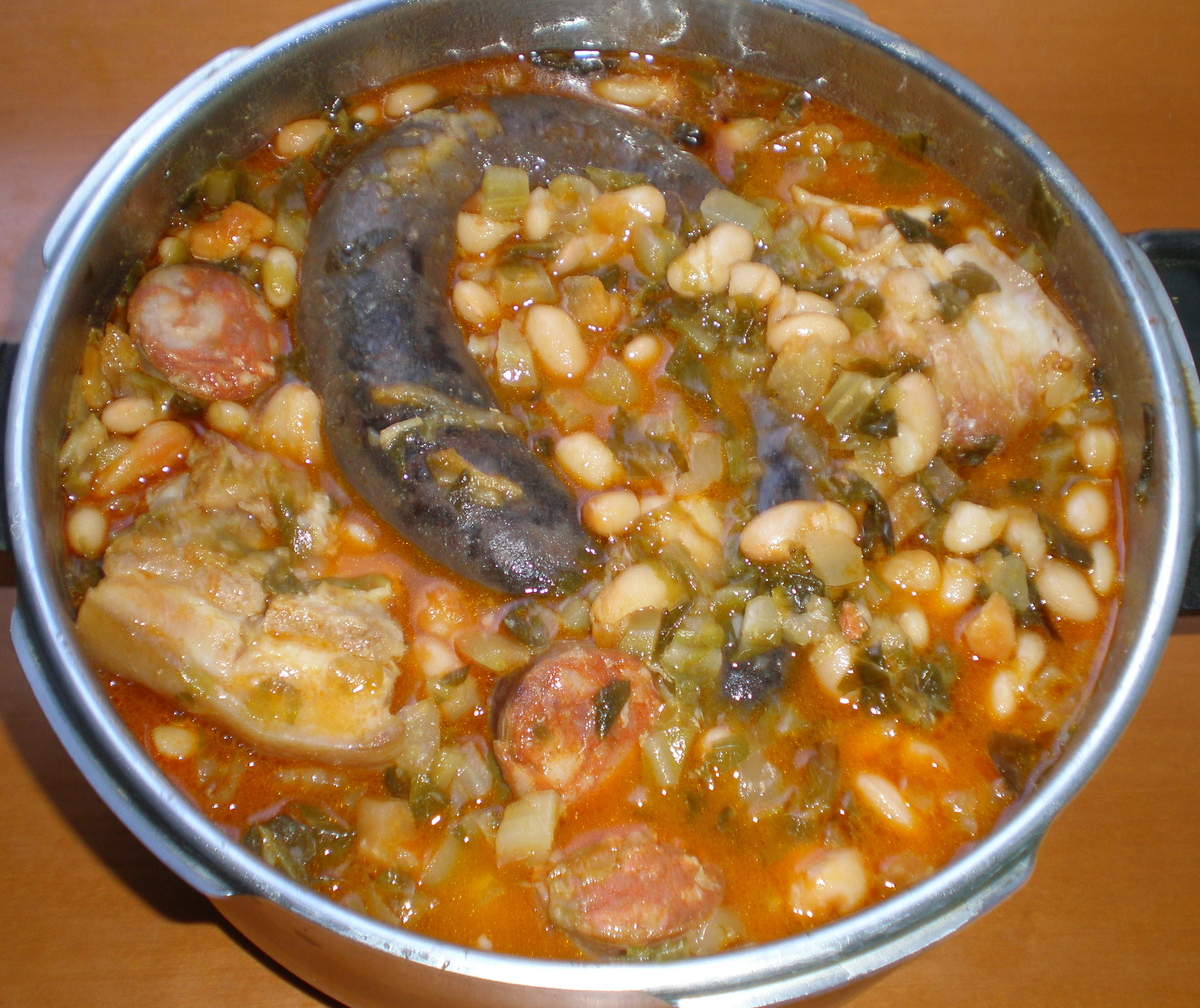
Cocido montañés Cantabria

Một món phổ biến của Cantabria là cocido montañés, một món hầm béo làm từ đỗ, bắp cải và thịt lợn. Hải sản được sử dụng rộng rãi. Các loại thịt chất lượng cao được công nhận là bò Tudanca, thịt bê và thịt thú săn. Các loại bánh Cantabria bao gồm sobao và Quesada pasiega. Các sản phẩm từ sữa bao gồm kem pho mát Cantabrian, pho mát xông khói, picón Bejes-Tresviso và quesucos de Liébana. Orujo là brandy của Cantabria. Cider (sidra) và vang chacoli ngày càng phổ biến.
Cantabria có hai loại rượu vang được dán nhãn DOC: Costa de Cantabria và Liébana.

### La Rioja
La Rioja được đặc trưng bởi việc sử dụng các loại thịt ví dụ như thịt lợn, và thịt nguội sau khi được giết mổ theo cách truyền thống. Cừu có lẽ là loại thịt phổ biến thứ hai ở khu vực này và cuối cùng, thịt bê phổ biến ở các vùng núi. Món ăn nổi tiếng nhất là khoai Rioja và Fritada. Các món được biết đến ít hơn là: bữa trưa Thần Thánh (Holy lunch) và Ajo huevo (trứng tỏi).
Một món ăn nổi tiếng khác là món hầm Rioja. Pimientos asados (ớt rang) là một món chay nổi tiếng.

### Galicia
Ẩm thực Galicia xuất hiện trong lãnh thổ Tây Ban Nha vì sự nhập cư của người dân ở đây. Một trong những món nổi bật nhất là súp Galicia. Thịt lợn với ngọn củ cải cũng là một món đáng chú ý, một phần trong bữa ăn lễ hội laconadas của Galicia. Một công thức ấn tượng khác là Caldo de castañas (nước dùng hạt dẻ), mà thường được tiêu thụ trong mùa đông. Sản phẩm thịt lợn cũng rất phổ biến.
Các món hải sản rất nổi tiếng và đa dạng. Trong đó có: empanada Galicia, bạch tuộc Galicia, sò, cua, hàu. Trong số các sản phẩm từ sữa nổi bật nhất là queso de tetilla (pho mát tetilla). Orujo là một trong những loại đồ uống có cồn của Galicia. Đồ ngọt nổi tiếng khắp vùng bán đảo Iberia là Tarta de Santiago và Filloas (bánh pancake).

### Valencia
Ẩm thực của Valencia có hai phần: nông thôn (sản phẩm từ những cánh đồng) và bờ biển (hải sản). Một sản phẩm nổi tiếng của Valencia là paella, một món cóm nấu bằng chảo tròn với rau và thịt (thường là thỏ, gà hoặc cá). Các món như Arroz con costra, Arròs negre, fideuá và cơm ném, Arroz al horno, và cơm với đậu và củ cải cũng phổ biến
Các thị trấn bờ biển cung cấp cá cho khu vực, tạo nên các món phổ biến như "all i pebre" của Albufera, hoặc cá hầm. Các món đồ tráng miệng là: coffee liqueur, sô cô la Alicante, arnadí và horchata. Nổi bật, trong Giáng Sinh, nougat được làm ở Alicante và Jijona; peladillas (quả hạnh bọc trong lớp caramen dày) cũng phổ biến.